# Насосна установка
Насосна установка (рос. насосная установка; англ. pumping plant; нім. Pumpenanlage f) — сукупність насосного агрегату з комплектувальним обладнанням, змонтованим за певною схемою, що забезпечує роботу насоса.

## Різновиди
- Електровідцентрова насосна установка
- Ґвинтова насосна установка
- Гідромоніторно-насосна установка
- Гідропоршнева насосна установка
- Бустерна насосна установка
- Штангова насосна установка